# 논산 나들목
논산 나들목(Nonsan IC)은 충청남도 논산시 연무읍 양지리에 설치된 호남고속도로지선의 2번 교차로이다. 나들목 진출입로는 연무읍 동산리와 접하고 있다. 국가지원지방도 제68호선을 통해 연무읍내 및 가야곡면, 논산시내 등지로 진출할 수 있으며, 논산시내로 가려면 논산천안고속도로의 서논산 나들목을 이용해야 빠르나 육군훈련소를 방문할 때는 논산 나들목을 이용하는 것이 편리하다.

## 연혁
- 1970년 12월 30일 : 호남고속도로 대전 ~ 전주 구간 개통과 함께 통행 개시[1]
- 1998년 7월 4일 : 1999년 12월까지 나들목 요금소 차선 확장 공사로 인해 충청남도 논산시 연무읍 양지리 ~ 동산리 80m 구간 도로구역 변경[2]
- 2001년 8월 25일 : 호남고속도로지선의 나들목으로 변경[3]

## 구조물 정보
- 위치 : 충청남도 논산시 연무읍 양지리
- 영업소 : 충청남도 논산시 연무읍 동안로 1190
- 한국도로공사 논산지사 : 충청남도 논산시 연무읍 동안로 1197

## 접속하는 도로
- 국가지원지방도 제68호선 (동안로)
- 감바위로
- 간접 연결 : 국도 제1호선 (득안대로, 동산 교차로 이용)

## 교통량 정보
| 요금소        | 통행량 (대/일) | 통행량 (대/일) | 통행량 (대/일) | 통행량 (대/일) | 통행량 (대/일) | 통행량 (대/일) | 통행량 (대/일) | 통행량 (대/일) | 통행량 (대/일) | 통행량 (대/일) | 각주  |
| 요금소        | 2001년         | 2002년         | 2003년         | 2004년         | 2005년         | 2006년         | 2007년         | 2008년         | 2009년         | 2010년         | 각주  |
| ------------- | -------------- | -------------- | -------------- | -------------- | -------------- | -------------- | -------------- | -------------- | -------------- | -------------- | ----- |
| 논산 (폐쇄식) | 6,871          | 6,745          | 5,540          | 5,034          | 4,584          | 4,516          | 4,476          | 4,474          | 4,547          | 4,494          | [ 4 ] |
| 요금소        | 2011년         | 2012년         | 2013년         | 2014년         | 2015년         | 2016년         | 2017년         | 2018년         | 2019년         |                | [ 4 ] |
| 논산 (폐쇄식) | 4,453          | 4,494          | 4,550          | 4,627          | 5,000          | 5,281          | 5,426          | 5,542          | 5,753          |                | [ 4 ] |